# 우리에겐 교황이 있다
《우리에겐 교황이 있다》(이탈리아어: Habemus Papam 하베무스 파팜[*])는 2011년 공개된 이탈리아와 프랑스의 코미디 드라마 영화이다.

## 줄거리
교황을 거부한 추기경 그의 용기가 세상을 감동 시킨다!
교황이 급사하면서 로마에서 콘클라베가 열려 새로운 교황이 뽑히고 성 베드로 광장에 신자들이 운집한다. 그러나 성 베드로 대성전 발코니에서 새 교황 선출 선언(하베무스 파팜)이 발표되려는 순간 새 교황 멜빌은 교황이 되길 거부하더니 발코니에 모습을 드러내지 않은 채 도망친다. 교황청 대변인이 변명을 둘러대며 언론을 상대하고 추기경단이 고민에 빠진 사이 잃어버린 시간을 찾아 나선 멜빌은 진실한 소망과 소명의 참다운 가치를 발견한다.
전 세계인들이 고대해 온, 진정한 휴머니티와 감동이 이제 시작된다!

## 출연진
- 미셸 피콜리 - 멜빌 추기경 / 교황 역
- 난니 모레티 - 정신분석가 역
- 예지 스투흐르 - 대변인 역
- 마시모 도브로비크 - 스위스 근위대 역
- 레나토 스카르파 - 그레고리 추기경 역
- 마르게리타 부이 - 정신분석가 역
- 프랑코 그라치오시 - 볼라타 추기경 역
- 카밀로 밀리 - 페스카르도나 추기경 역
- 로베르토 노빌레 - 체바스코 추기경 역

## 기타 제작진
- 미술: 파올라 비차리